# Sneker Pan (schip, 1913)
De huidige Sneker Pan is een skûtsje dat in 1913 gebouwd werd door Scheepswerf De Pijp in Drachten. Het is een van de veertien skûtsjes die jaarlijks meedoen aan het SKS Skûtsjesilen. De Sneker Pan heeft elf keer het kampioenschap behaald.

## Geschiedenis
De Sneker Pan is in 1962 aangekocht door de Skûtsjekommisje uit de stad Sneek om, na verbouwing van woonschip naar wedstrijdskûtsje, tijdens het jaarlijkse skûtsjesilen van de SKS te worden ingezet. Het schip kreeg in 1962 een nieuw zeil waarin een afbeelding van de Sneeker Waterpoort is verwerkt.
Het huidige skûtsje van Sneek is de tweede Sneeker Pan. De eerste Sneker Pan was het vroegere schip van Jan van Akker, gebouwd door scheepswerf Barkmeijer in Stroobos. De Snekers waren niet tevreden over de prestaties van dat schip en vervingen het in 1961.
Jan van Akker werd schipper op de Sneker Pan van 1958 tot 1989 (behalve 2 jaar wegens ziekte) en Douwe Jappieszoon Visser van 1989 tot en met 2017. 
Douwe Visser was heel succesvol als schipper; hij behaalde negen maal het kampioenschap met de Sneker Pan en staat op een derde plaats in het SKS Klassement Aller Tijden (Vleugelklassement).
Douwe is in 2018 opgevolgd door zijn zoon Jappie, die al een aantal jaren bemanningslid was. In 2018 en 2019 behaalde Jappie een twaalfde plaats.

## Schippers
- Klaas van der Meulen	1956- 1957
- Jan van Akker	1958-1988
- Jan Brouwer	1964
- Klaas Visser	1971
- Albert  Douwesz Visser	1979
- Douwe Jzn. Visser	1989-2018
- Jappie Douwesz Visser 2018-heden

## Skûtsjes
- Sneker Pan (1)	1956-1961     353 B Leeuw 1953
- Sneker Pan (2)	1962-2016     251 B Sneek 1956

## Liggers Scheepmetingsdienst[1]
| Meetnummer      | District en volgnr. | Meetdatum        | Meetplaats | Lengte [m] | Breedte [m] | Inzinking [m] | Waterverplaatsing [ton] | Naam               | Eigenaar             | Domicilie  |
| --------------- | ------------------- | ---------------- | ---------- | ---------- | ----------- | ------------- | ----------------------- | ------------------ | -------------------- | ---------- |
| L1350N          | Leeuwarden 1350     | 29 november 1913 | Leeuwarden | 18 m 75 cm | 3 m 55 cm   | -             | 36,936 ton              | DE DRIE GEBROEDERS | Gjalt van der Schuit | Rottevalle |
| Andere eigenaar |                     |                  |            |            |             |               |                         |                    | J.G. v.d. Schuit     |            |
| L2391N          | Leeuwarden 2391     | 8 augustus 1932  | Leeuwarden | 18 m 70 cm | 3 m 57 cm   | 1 m 12 cm     | 37,240 ton              | RISICO             | J.A. van der Schuit  | Rottevalle |